# Esti Ginzburg
Esti Ginzburg, pseudonimo di Esther Daphna Ginzburg-Keizman (in ebraico: אסתי גינזבורג), nota anche come  Ginsberg o Ginsborg (Tel Aviv, 6 marzo 1990), è una modella e attrice israeliana.

## Biografia
Ha iniziato la carriera di modella all'età di otto anni comparendo in una pubblicità di una marca di latte, e all'età di quattordici anni ha firmato il suo primo contratto con un'agenzia per modelle, la Elite Models.
Nel 2006 ha firmato un contratto biennale con la firma israeliana Fox, sostituendo la covergirl Yael Bar Zohar, ed è comparsa sulla copertina del numero di febbraio/marzo 2007 della rivista francese ELLE.
Ha lavorato anche per firme come Tommy Hilfiger, Burberry, FCUK, Pull and Bear, e Castro.
Nel 2009 e 2010 è stata scelta da Sports Illustrated Swimsuit Issue.
Come attrice, ha debuttato nel 2010 nel film Twelve di Joel Schumacher.
Nel febbraio 2010, ha annunciato di aver iniziato a lavorare per Victoria's Secret.

### Servizio militare
Fu chiamata a svolgere il servizio militare di leva alla Israel Defense Forces (in Israele obbligatorio per tutti, donne comprese) il 22 luglio 2009, e si è inimicata la modella Bar Refaeli per averla criticata in quanto quest'ultima, per evitarlo, contrasse un breve matrimonio con un amico di famiglia. Parlando del servizio militare, Ginzburg ha detto:
(Esti Ginzburg)

### Vita privata
L'8 giugno 2012 ha sposato l'imprenditore Adi Keizman.
Attualmente risiede a Tel Aviv.

## Agenzie
- Select Model Management
- Model Management - Amburgo
- Scout Model - Zurigo
- IMG Models - New York
- Elite Model Management - Israele